# Aaron Draper Shattuck

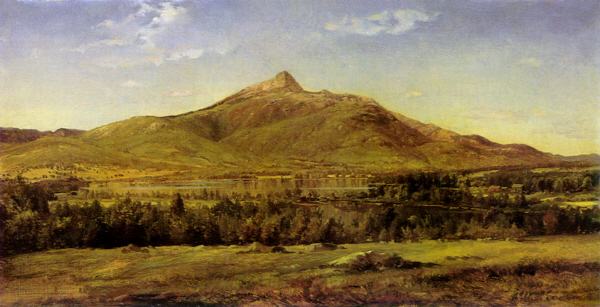
Góra Chocorua w stanie New Hampshire, 1855

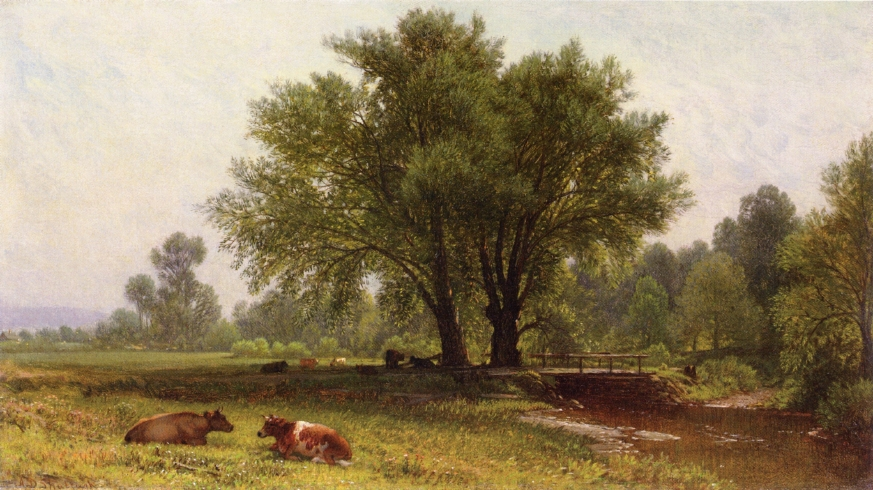
Krowy na pastwisku, 1864

Aaron Draper Shattuck (ur. 9 marca 1832 w Francestown w stanie New Hampshire,, zm. 30 lipca 1928 w Granby) – amerykański malarz związany z White Mountain School, grupą artystyczną stanowiącą odłam drugiego pokolenia Hudson River School.
Studiował malarstwo portretowe u Alexandra Ransoma w Bostonie w 1851. Naukę kontynuował w National Academy of Design w Nowym Jorku. Pierwsze wystawy miał w 1855 w Boston Athenaeum i National Academy. W następnym roku został członkiem stowarzyszonym National Academy of Design, pełne członkostwo uzyskał w 1861. W latach 1856–1870 pracował w Nowym Jorku, gdzie posiadał pracownię w Tenth Street Studio Building. W 1870 przeniósł się do West Granby w Connecticut i pozostał tam do końca życia. Był żonaty z Marian Colman, siostrą Samuela Colmana. W chwili śmierci był najstarszym członkiem National Academy of Design.
Aaron Draper Shattuck malował przede wszystkim pejzaże Nowej Anglii. Początkowo preferował krajobrazy górskie, później malował nastrojowe sceny rustykalne, w których często pojawiały się zwierzęta, zwykle bydło lub owce. Artysta tworzył najchętniej niewielkie obrazy odznaczające się fotograficzną dokładnością i precyzją wykonania.
W 1888 Shattuck na skutek choroby przestał malować. W ciągu 37 lat aktywności stworzył ponad 600 obrazów, które eksponowane są głównie w galeriach amerykańskich i znajdują się w większości w zbiorach prywatnych.